# Старорипін-Приватни
Старорипін-Приватни (пол. Starorypin Prywatny) — село в Польщі, у гміні Рипін Рипінського повіту Куявсько-Поморського воєводства.
Населення — 417 осіб (2011).
У 1975-1998 роках село належало до Влоцлавського воєводства.

## Демографія
Демографічна структура станом на 31 березня 2011 року:
|          | Загалом | Допрацездатний вік | Працездатний вік | Постпрацездатний вік |
| -------- | ------- | ------------------ | ---------------- | -------------------- |
| Чоловіки | 217     | 42                 | 147              | 28                   |
| Жінки    | 200     | 52                 | 110              | 38                   |
| Разом    | 417     | 94                 | 257              | 66                   |